# Local Government etc. (Scotland) Act 1994
 (octobre 2022).
Si vous disposez d'ouvrages ou d'articles de référence ou si vous connaissez des sites web de qualité traitant du thème abordé ici, merci de compléter l'article en donnant les références utiles à sa vérifiabilité et en les liant à la section « Notes et références ».
Pour les articles homonymes, voir Local Government Act.
La Local Government etc. (Scotland) Act 1994 en français, loi de gouvernement local de l'Écosse de 1994, est une loi du Parlement du Royaume-Uni qui a organisé l'actuelle structure de gouvernement local de l'Écosse à travers ses 32 autorités unitaires : les Council Areas.
Elle a aboli la structure à deux niveaux des régions et des districts en vigueur depuis 1975 à la suite du Local Government (Scotland) Act 1973.
La loi est entrée en vigueur le 1er avril 1996, s'appliquant à partir des élections locales écossaises de 1995.